# Rafał Podraza
Rafał Podraza (ur. 19 maja 1977 roku w Jaworze) – polski dziennikarz, poeta, autor tekstów piosenek, dramaturg, juror konkursów muzycznych dla dzieci i młodzieży w kraju i zagranicą, animator kultury.

## Życiorys
Pochodzi z Dolnego Śląska. Ukończył III Liceum Ogólnokształcące w Legnicy, a następnie wydział Historii na Uniwersytecie Wrocławskim. Mieszka w Szczecinie. Jest członkiem szczecińskiego oddziału Związku Literatów Polskich, Związku  Autorów i Kompozytorów ZAKR, Stowarzyszenia Autorów ZAiKS.
Literacko zadebiutował w 1986 na łamach gazety „Polska Miedź”. Jest ciotecznym wnukiem pisarki satyrycznej Magdaleny Samozwaniec i popularyzatorem jej twórczości. Opracował również dziennik wojenny jej siostry, Marii Pawlikowskiej-Jasnorzewskiej, który w 2014 stał się kanwą dla spektaklu Lilka, cud miłości (obsada: M.Zawadzka, J.Żółkowska, K.Tkacz, P.Holtz). Fragmenty jego książek prezentowano w programie Książka Miesiąca pr.1 Polskiego Radia: Z pamiętnika niemłodej już mężatki (2009) w interpretacji M.Zawadzkiej, Córka Kossaka (2012) w interpretacji J.Szczepkowskiej, Helena Majdaniec. Jutro będzie dobry dzień w interpretacji K.Maksymowicz (2022) oraz Zapiski z umierania Marii Pawlikowskiej-Jasnorzewskiej w interpretacji A.Januszewskiej (2024). W 2019 z jego inicjatywy, w szczecińskiej Książnicy Pomorskiej miał miejsce I Zjazd Kossakologów. W sympozjum uczestniczyli (E.Hurnik, J.Jurgała-Jureczka, K.Kobro-Okołowicz, R.Podraza). Jest autorem pierwszej biografii piosenkarki Heleny Majdaniec, wywiadu rzeki z literatem, autorem piosenek Januszem Kondratowiczem Wieczór nad rzeką zdarzeń, autorem piosenek Krzysztofem Dzikowskim Tekściarz, jak i pracy socjologicznej Anna Jantar. Ikona z przypadku?. Jest autorem słuchowisk radiowych: Lilka, cud Miłości (2018), Cyrograf. Historia z życia Heleny Majdaniec (2021), Zapiski z umierania Marii Pawlikowskiej-Jasnorzewskiej (2024). Z inicjatywy Rafała Podrazy Senat RP podjął uchwałę, że rok 2025 będzie Rokiem Marii Pawlikowskiej-Jasnorzewskiej. 
W sferze jego literackich zainteresowań pozostaje sport; jest autorem pierwszej książki o Ewie Kłobukowskiej Kłobukowska. Przerwany bieg (2016) i zbioru wywiadów z byłymi gwiazdami sportu Przegrane medale. Jak działacze niszczyli sportowców (2015), oraz polska muzyka rozrywkowa. Był pomysłodawcą i dyrektorem artystycznym ogólnopolskich konkursów muzycznych: Festiwalu Piosenki im. Anny Jantar we Wrześni i Konkursu Wokalnego Zjazd Młodych Gwiazd w Szczecinie. Był inicjatorem odsłonięcia w opolskiej Alei Gwiazd Festiwalu Polskiej Piosenki trzech gwiazd: Heleny Majdaniec (2015), Krzysztofa Dzikowskiego (2017), Janusza Kondratowicza (2019). Jest autorem tekstów piosenek m.in. dla: Kasi Wilk, Anny Żebrowskiej, Marcina Błądzińskiego, Julii Chmielarskiej, Wiktorii Zwolińskiej, Waldemara Koconia i Bogdana Trojanka, pisanych do muzyki m.in.: Marcina Nierubca, Rafała Filipiaka, Krystyny Piotrowskiej, Arka Wilczka, Mirosława Suligi, Jerzego Petersburskiego jr.. Wystąpił w dwóch produkcjach filmowych: Wiedźmin (reż. M.Brodzki) i Julia wraca do domu (reż. A.Holland). Na przestrzeni lat publikował artykuły w Panoramie "Legnickiej", Tygodniku "Konkrety", Miesięczniku Literackim "Wersja", Kurierze "Szczecińskim", Magazynie "Prestiż". Od 2007 w ogólnopolskim tygodniku Na żywo współprowadzi rubrykę Historia jednej piosenki. W latach 2016-18 dla TVP Rozrywka zrealizował 24 odcinkowy, autorski cykl muzyczny Na festiwalowej scenie, którego bohaterami byli polscy artyści m.in.: K.Krawczyk, J.Połomski, I.Santor, E.Demarczyk, N.Kukulska, A.Jantar, 2+1, U.Sipińska.

## Nagrody i odznaczenia
Laureat wielu nagród, w tym dwukrotnie Złotej Płyty (2001 i 2006) od firmy fonograficznej Polskie Nagrania, w 2013 odznaczony Odznaką honorową „Zasłużony dla Kultury Polskiej”, w 2017 uhonorowany "Złotą Kaczką" Nagrodą Dziennikarzy SDRP Pomorze Zachodnie, w 2018 uhonorowany Nagrodą Specjalną Fundacji im. Krzysztofa Dzikowskiego, w 2019 uhonorowany "Kryształowym Motylem" Nagrodą Fundacji Ireny Jarockiej, w 2021 uhonorowany "Kryształowym Piórem" Nagrodą Związku Autorów i Kompozytorów ZAKR, w 2022 uhonorowany Nagrodę Radia Szczecin, w 2024 uhonorowany Złotym Ekslibrysem Książnicy Pomorskiej, uhonorowany imienną gwiazdą w szczecińskiej Alei Gwiazd "Sorrento".

## Twórczość
- 2007: Magdalena, córka Kossaka. Wspomnienia o Magdalenie Samozwaniec
- 2012: Córka Kossaka. Wspomnienia o Magdalenie Samozwaniec
- 2012:  Wojciech Kossak
- 2013: Helena Majdaniec. Jutro będzie dobry dzień;
- 2014: Rozmowy o zmierzchu
- 2015: Wieczór nad rzeką zdarzeń. Janusz Kondratowicz w rozmowie z Rafałem Podrazą
- 2015: Przegrane medale. Jak działacze niszczyli sportowców
- 2016: Kłobukowska. Przerwany bieg
- 2016: Tekściarz
- 2017: Madzia i... Magdalena /razem z Różą Czerniawską-Karcz/
- 2018:  Anna Jantar. Ikona z przypadku?
- 2019: Szlagiery... Sentymentalne
- 2020:  Kondratowicz. 13 historii ukrytych w piosenkach
- 2021: Tango Notturno... Z gramofonowej płyty
- 2021:  Mój Paryż. Śladami Heleny Majdaniec
- 2022: Jarocka. 13 historii ukrytych w piosenkach
- 2022: Królowa twista. 20 wspomnień o Helenie Majdaniec

### Poezja[2]
- 1998: Życie przez palce mi ucieka
- 2006: Moja intymność
- 2008: Przemijanie...
- 2010: Z Jasnorzewską w tle. Wiersze o miłości
- 2012: Bilans. 1987-2012

### Opracowania redakcyjne, nadzór merytoryczny. wstępy
- 2009: Z pamiętnika niemłodej już mężatki (Magdalena Samozwaniec)
- 2010: Moja siostra poetka. Wybór wierszy Marii Pawlikowskiej-Jasnorzewskiej (Magdalena Samozwaniec)
- 2012: Wojnę szatan spłodził. Zapiski 1939-45 (Maria Pawlikowska-Jasnorzewska)
- 2012: Na ustach grzechu (Magdalena Samozwaniec)
- 2012: Szachownica. Wiersze wojenne (Maria Pawlikowska-Jasnorzewska)
- 2013 Moich listów nie pal! Korespondencja Magdaleny Samozwaniec do znajomych i rodziny
- 2015: Koncert na deszcz i wiatr (Janusz Kondratowicz)
- 2017: Trzymajmy się! Rady dla młodych i starych (Magdalena Samozwaniec)
- 2022: Baśnie, bajki i bajeczki (nie tylko) dla dzieci (Magdalena Samozwaniec)
- 2022: Pragnienia... Marzenia i sny (Gloria Kossak)
- 2024: Myśli srebrne i posrebrzane (Magdalena Samozwaniec)

### Prace zbiorowe
- 2019: Kossakówny (współtwórcy: E. Hutnik. J. Jugała-Jureczka, K. Kobro-Okołowicz, R. Podraza)

### Sztuki teatralne
- 1992: Grzesiek, Antek i reszta
- 2014: Lilka, cud miłości[38] /wspólnie z Waldemarem Śmigasiewiczem/
- 2022: Cyrograf. Historia z życia Heleny M.[39]